# Strato limite planetario
In meteorologia lo strato limite planetario, o Planetary Boundary Layer (PBL), è definito come quella porzione di troposfera posta a diretto contatto con il suolo, l'uomo e la biosfera, influenzata dalla presenza della superficie terrestre e che risponde alle variazioni atmosferiche con una scala di tempo di circa un'ora; tale strato spesso viene indicato semplicemente come boundary layer o strato di rimescolamento.

## Descrizione
Il PBL (anche ABL Atmospheric Boundary Layer) si estende entro i primi 2-3 Km dell'atmosfera e descrive quella parte di atmosfera che viene direttamente influenzata dalla presenza della superficie terrestre e risponde ai cambiamenti indotti dalla superficie terrestre in breve tempo (circa un'ora o meno) [Stull 1988]. L'interazione fra atmosfera e superficie può avvenire attraverso diversi meccanismi:attrito meccanico, evaporazione e traspirazione, trasferimento di calore, emissione di sostanze inquinanti e variazioni della circolazione atmosferica dovuta alla conformazione del terreno. Questo strato costituisce una barriera difficilmente penetrabile da parte di ogni sostanza immessa in atmosfera al livello del suolo e quindi sia gli inquinanti emessi dalle sorgenti di combustione (per esempio emissioni industriali, sorgenti da traffico ecc.), sia le polveri legate a eventuali fenomeni di risospensione, anziché propagarsi verso l'alto vanno a impattare sul PBL e rimbalzano verso il basso, restando confinate tra il suolo e l'altezza del PBL. L'altezza dello strato di rimescolamento è quindi determinante sulla dinamica atmosferica e sulla densità delle polveri e degli inquinanti. Un livello di PBL alto dal suolo caratterizza grandi masse d'aria soggette a turbolenza e dispersione, mentre un livello di PBL basso riduce la capacità diluente dell'atmosfera. 
L'altezza limitata del PBL favorisce la concentrazione e il potenziale ristagno in aria di sostanze indesiderate. L'altezza dello strato rimescolato dipende dalle condizioni meteo e dalle caratteristiche orografiche del suolo e dall'ora del giorno; normalmente raggiunge il suo massimo nel pomeriggio, e va affievolendosi delle ore successive, fino a raggiungere il suo minimo nelle ore notturne. Può anche succedere che il vento forte di un temporale notturno faccia salire il PBL, che normalmente sarebbe al suo minimo, anche di notte. L'altezza massima può arrivare attorno ai 2.5 km e la minima attorno ai 50 m. Nello strato di rimescolamento i fenomeni sono essenzialmente turbolenti e difficili da analizzare matematicamente. 
Il 50% dell'energia cinetica disponibile nell'atmosfera viene dissipato essenzialmente attraverso fenomeni turbolenti che avvengono all'interno del PBL. Uno studio del dipartimento di fisica dell'Università La Sapienza di Roma ha evidenziato che nelle situazioni di stagnazione (definite come periodo non inferiore ai 2 m/s, e assenza di pioggia) si crea una cappa con conseguente aumento della concentrazione degli inquinanti. Nello stesso studio veniva messo in evidenza come il fattore di ventilazione f, cioè il prodotto della velocità del vento v per l'altezza di rimescolamento H, (f=v'H), contribuisce alla dispersione e alla diluizione della concentrazione degli inquinanti,